# Chirpy Chirpy Cheep Cheep
Chirpy Chirpy Cheep Cheep är en popsång skriven och ursprungligen framförd av den brittiske musikern Lally Stott. Stotts egen version blev ganska populär, och i Australien och Nya Zeeland en stor hit. Men låten blev en riktigt stor hit i Europa först då den skotska popgruppen Middle of the Road spelade in en version, vilken gavs ut 1971. I Nordamerika var det en tredje version av Mac & Katie Kissoon som gick bäst med en tjugondeplats på Billboardlistan.
Låttexten handlar om ett barn som oväntat övergetts av sina föräldrar. Texten finns översatt till flera olika språk.

## Listplaceringar, Lally Stott
| Lista (1970)  | Position               |
| ------------- | ---------------------- |
| Frankrike     | 47                     |
| Nederländerna | 15                     |
| Nya Zeeland   | 9                      |
| Sverige       | 15 (Kvällstoppen)      |
| Sverige       | 8 (Tio i topp)         |
| USA           | 92 (Billboard Hot 100) |

## Listplaceringar, Middle of the Road
| Lista (1971)   | Position         |
| -------------- | ---------------- |
| Australien     | 2 (Go Set)       |
| Belgien        | 1                |
| Danmark        | 1 (DR "Top 10")  |
| Finland        | 3                |
| Irland         | 1                |
| Nederländerna  | 2                |
| Norge          | 1 (VG-lista)     |
| Nya Zeeland    | 8                |
| Schweiz        | 1                |
| Spanien        | 2                |
| Storbritannien | 1                |
| Sverige        | 1 (Kvällstoppen) |
| Sverige        | 1 (Tio i topp)   |
| Västtyskland   | 2                |
| Österrike      | 2                |